# Eromancia

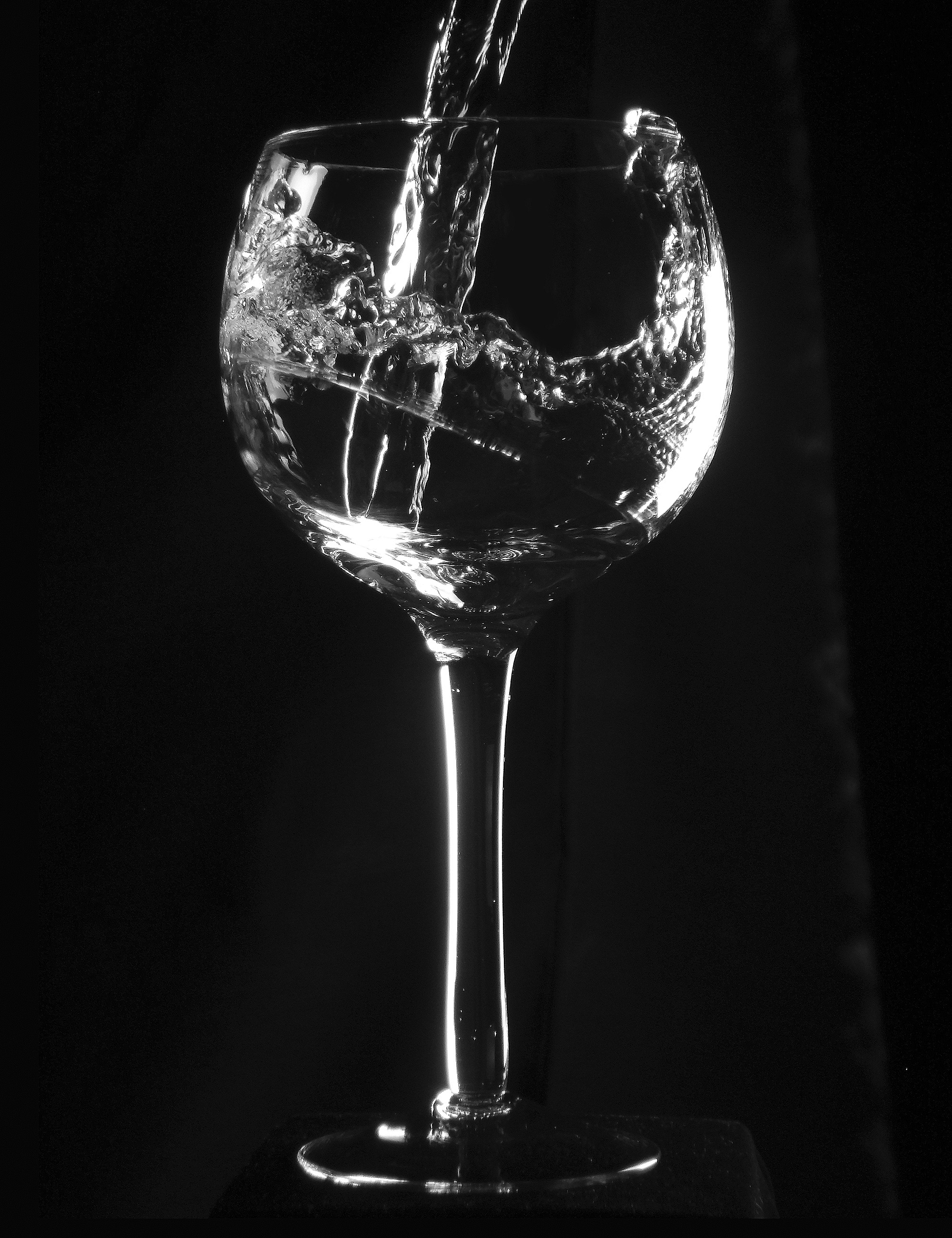
El movimiento del agua provocado por el aire se consideraba una forma de adivinación.

Eromancia es una forma de adivinación en la que se pretende hacer predicciones por medio del aire. Según fuentes del siglo XIX, era uno de los seis tipos de adivinación por medio del aire que utilizaban los magos persas. El método consistía en exponer al aire un recipiente lleno de agua, mientras tanto en voz baja expresaban la inquietud que motivaba la consulta. Si el agua borboteaba el presagio sería favorable.